# Atlantic and Pacific Telegraph Company

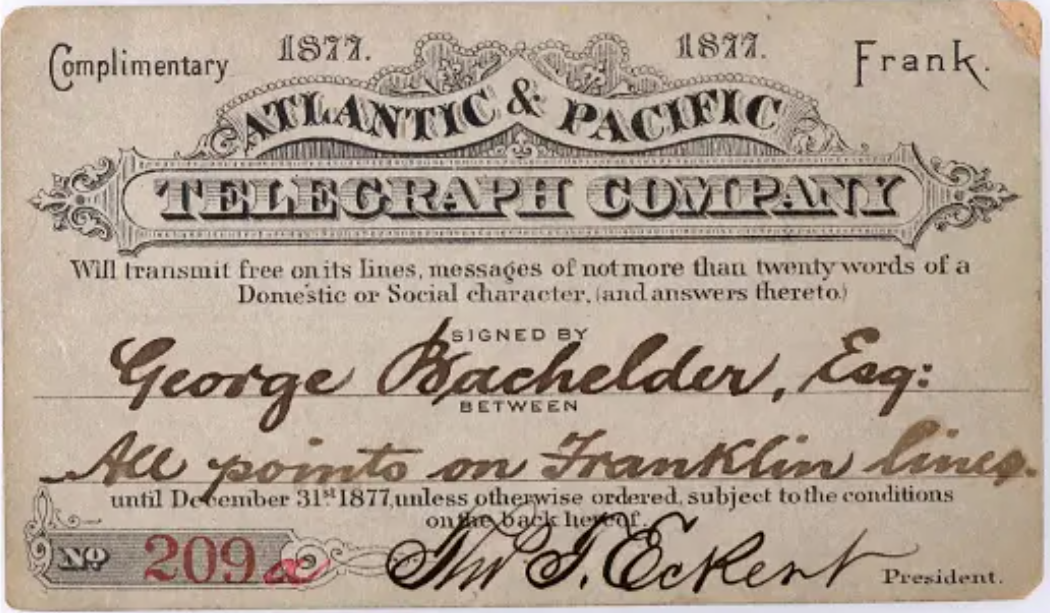
Dokument der A&P (1877)

Die Atlantic and Pacific Telegraph Company (A&P), geschrieben auch Atlantic & Pacific Telegraph Company (deutsch „Atlantische und Pazifische Telegrafengesellschaft“), war ein im 19. Jahrhundert bestehendes US‑amerikanisches Kabelunternehmen.

## Geschichte
Gegründet wurde die A&P in Portland (Maine) am 30. März 1854 von Hiram C. Alden und James Eddy. Hauptzweck war, eine Telegrafenlinie vom amerikanischen Osten bis an die Westküste der Vereinigten Staaten unterirdisch zu verlegen.

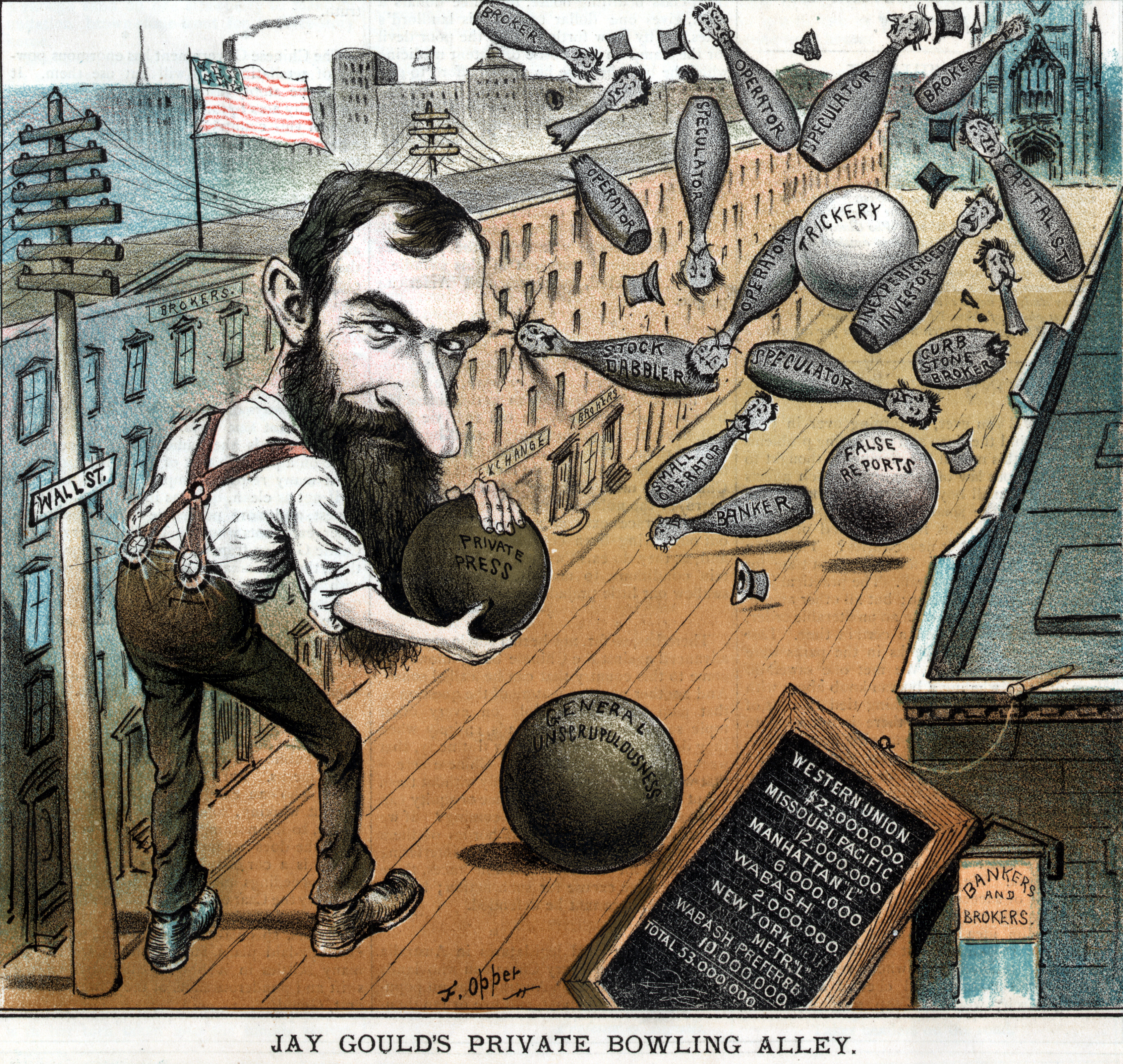
Diese Karikatur von Jay Gould erschienen im Magazin Puck (29. März 1882)

Im Jahr 1875 hatte der US‑amerikanische Unternehmer Jason „Jay“ Gould (1836–1892) genügend Aktien der A&P erworben, um die Kontrolle zu übernehmen. Im selben Jahr erwarb er auch die Automatic Telegraph Company sowie einschlägige Patente des amerikanischen Erfinders Thomas Edison (1847–1931), darunter dessen Patent zur Quadruplex-Telegrafie vom 1. September 1874. Edison arbeitete nur kurze Zeit für die A&P. Nachdem er offiziell am 10. Juni 1875 ins Unternehmen eingetreten war, verließ er es am 11. September 1877.
Im Jahr 1878 verkaufte Gould die A&P mit Gewinn an die Western Union.